# منظومة خرداد 15 للدفاع الجوي
منظومة خرداد 15 للدفاع الجوي هي منظومة دفاع جوي إيرانية مزودة بصواريخ طويلة المدى من عائلة صياد والمصنعة بخبرات مؤسسة الصناعات «جو - فضاء» التابعة لوزارة الدفاع في جمهورية إيران.

## التسمية
سميت المنظومة بخرداد 15 للدفاع الجوي تكريمًا لمظاهرات عام 1963 في إيران، والمعروفة وفقًا للتقويم الإيراني باسم انتفاضة 15 خرداد. اندلعت الاحتجاجات ردًا على اعتقال آية الله روح الله الخميني بعد انتقاده لشاه إيران محمد رضا بهلوي وإسرائيل. تفاجأ نظام الشاه بحجم المظاهرات الشعبية الواسعة المؤيدة للخميني، وقد ساهمت هذه الأحداث في تعزيز قوة المعارضة الدينية للنظام، وأكدت مكانة الخميني كزعيم سياسي وديني بارز.

## الخصائص
تتمتع منظومة سوم خرداد الدفاعية بقدرة على كشف ومتابعة 6 أهداف في وقت واحد، والاشتباك مع 5 أهداف أخرى بشكل متزامن. كما تتميز بقدرتها العالية على التحرك والتهيؤ السريع للحرب، حيث يمكنها الدخول في العمليات خلال أقل من 5 دقائق. تمكن المنظومة من الاشتباك الفعّال مع أهداف جوية ذات قدرات هجومية عالية، مثل المقاتلات والطائرات المسيرة، على مسافة تصل إلى 150 كيلومترًا، ومتابعتها على بعد 120 كيلومترًا. كما تستطيع متابعة الأهداف المتخفية على مسافة 85 كيلومترًا، والاشتباك معها وتدميرها على بعد 45 كيلومترًا. تشمل خصائص هذه المنظومة أيضًا فاعلية عالية في مستويات السيطرة وتوجيه العمليات، بالإضافة إلى قدرة تحرك عالية وفترة استجابة قصيرة. وهي مزودة بصواريخ طويلة المدى من نوع صياد 3، التي تتمتع بقدرة على اكتشاف أهداف متعددة في آنٍ واحد، بما في ذلك الطائرات الحربية والطائرات المسيرة ضمن نطاق 150 كيلومترًا، وتتبعها على بعد 120 كيلومترًا. كما يمكنها اكتشاف الأهداف المتخفية ضمن مسافة 85 كيلومترًا و ضربها على مسافة 45 كيلومترًا. تم تصميم وإنتاج هذه المنظومة الدفاعية من قبل متخصصين إيرانيين وتم الكشف عنها لأول مرة في عام 2014م.

## اختبار المنظومة
أطلقت منظومة 15 خرداد للدفاع الجوي التابعة للجيش لأول مرة صواريخها في ظروف قتالية حقيقية ضد أهداف العدو الوهمي خلال المناورات المشتركة لمدافعي الولاية 98 للدفاع الجوي، التي انطلقت مرحلتها النهائية صباح يوم الجمعة 22 نوفمبر 2019 في شمال شرق جمهورية إيران. في هذه المرحلة الأخيرة من المناورات، أطلقت المنظومة صواريخها في مهمة قتالية فعلية ضد أهداف العدو الوهمي في المنطقة المخصصة للمناورات. وتهدف هذه المناورات إلى تعزيز الجاهزية القتالية وزيادة قدرات الدفاع الجوي للقوات المسلحة في ظروف تشبه القتال الحقيقي، في منطقة تمتد على مساحة 416 ألف كيلومتر مربع في شمال شرق إيران.